# 0-4-0

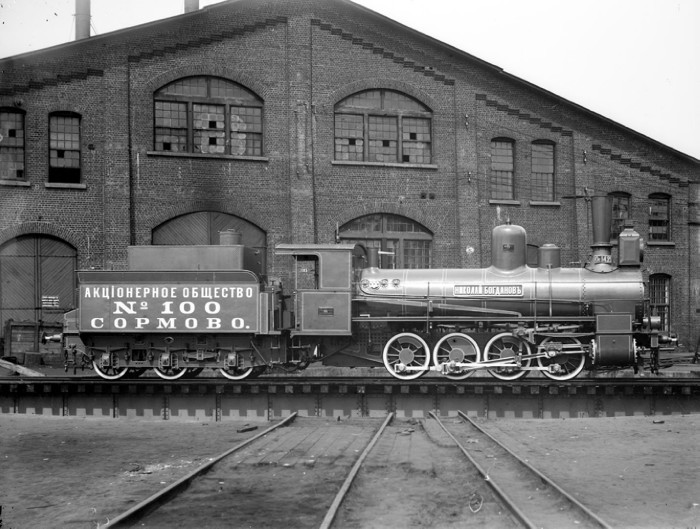
Паровоз серии О^{д} типа 0-4-0

Тип 0-4-0 — паровоз с четырьмя движущими осями в одной жёсткой раме.

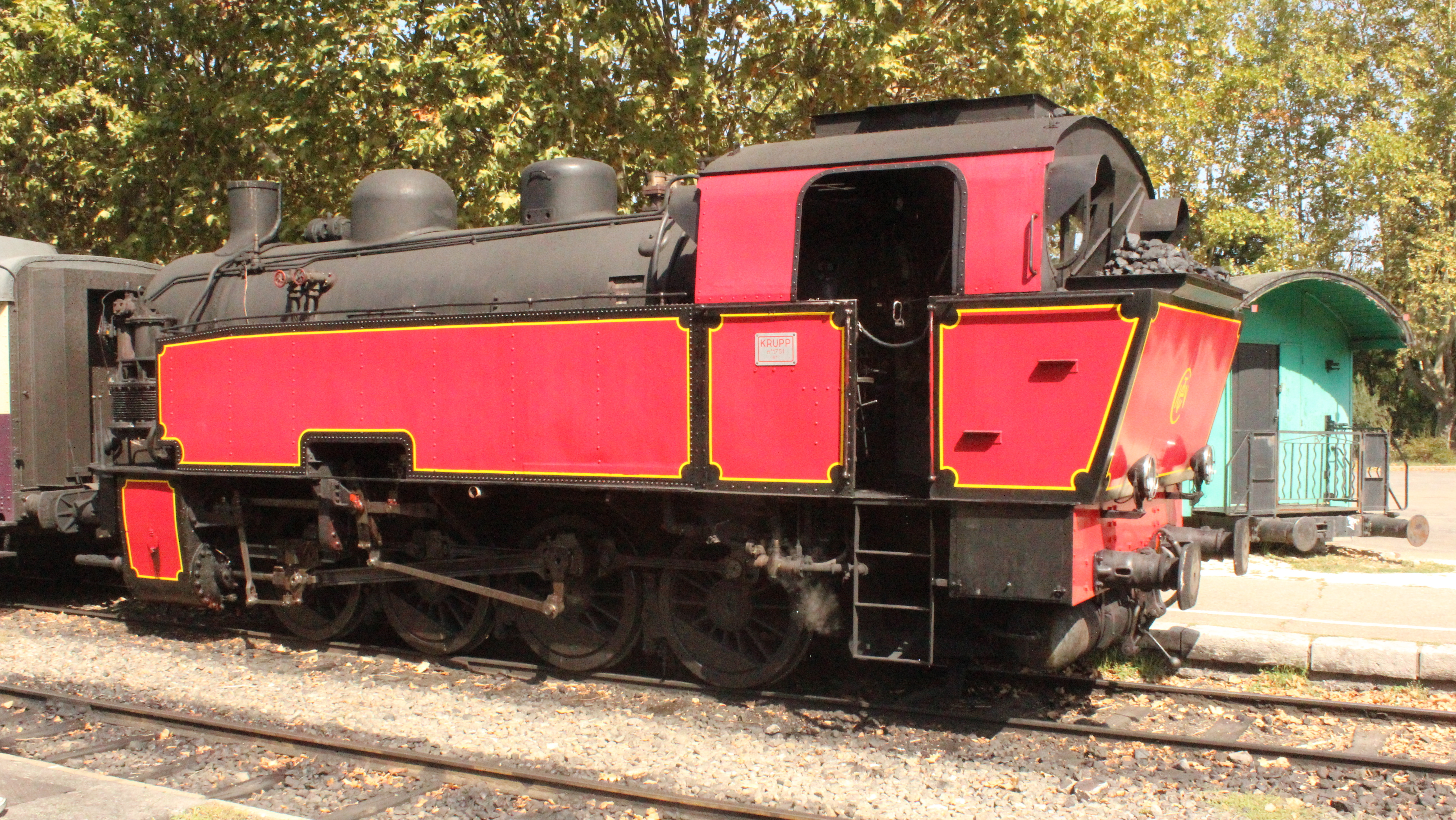
Локомотив "040 T 1751" из Train à vapeur des Cévennes в Сен-Жан-дю-Гар (Франция).

Другие методы записи:
- Американский — 0-8-0
- Французский — 040
- Германский — D

## Примеры паровозов
Русские паровозы серий Е и Ж Николаевской железной дороги, Ч, О, Ы. 
Типы паровозов постройки германских заводов, курсировавших по линиям Виленской дирекции: 
Курьерские:
- Pp2 — паровоз 0-4-0

Грузовые:
- Tp2 - паровоз 0-4-0
- Tp3 - паровоз 0-4-0
- Tp4 - паровоз 0-4-0

## Модели
В России изготавливают модели паровоза KRAUSS 0-4-0 PAINTED KIT. Длина 485 мм, ширина 180 мм и высота 280 мм, вес 18 кг. В комплект входит паровоз с вагонами и рельсы.